# قصائد رومانسية (هسه)
قصائد رومانسية (بالألمانية: Romantische Lieder) ديوان شعري من تأليف الألماني هرمان هيسه (1877-1962)، نُشر للمرة الأولى في عام 1899. الديوان يتعبر أول ما نُشر لهيسه، وهو يحتوي على عدد من الأشعار والأغاني الرومانسية. عند صدور الديوان لم يلقَ النجاح حيث أن من أصل 600 نسخة مطبوعة بيع منها فقط 54 نسخة في غضون عامين.

## وصلات خارجية
- قصائد رومانسية، على الفهرس العالمي.
- قصائد رومانسية، على كتب جوجل.
- قصائد رومانسية، على مكتبة جامعة هارفارد.
- قصائد رومانسية، على موقع أمازون.